# Breviceps adspersus
Breviceps adspersus är en groddjursart som beskrevs av Peters 1882. Breviceps adspersus ingår i släktet Breviceps och familjen Brevicipitidae. IUCN kategoriserar arten globalt som livskraftig. Inga underarter finns listade.